# Aburina tetragramma
Aburina tetragramma là một loài bướm đêm trong họ Noctuidae.